# Bacidia kekesiana
Bacidia kekesiana är en lavart som beskrevs av R. C. Harris. Bacidia kekesiana ingår i släktet Bacidia och familjen Ramalinaceae.   Inga underarter finns listade i Catalogue of Life.